# Ангел (Анастасиу)
Митрополит Ангел (греч. Μητροπολίτης Άγγελος в миру Нико́лаос Анастаси́у греч. Νικόλαος Αναστασίου; 1 сентября 1950, Афины — 7 апреля 2021, Афины) — епископ неканонической греческой старостильной юрисдикции — Митрополичьего Синода Отеческого Календаря Церкви ИПХ Греции; её предстоятель (2010—2021), митрополит Авлонский и Виотийский.

## Биография
Родился в сентябре 1950 года в Афинах, в Греции.
Окончил богословский институт Афинского университета и в 1975 году, в юрисдикции Элладской православной церкви, был рукоположен митрополитом Нео-Ионийским Тимофеем в сан диакона, а в 1978 года — в сан пресвитера. В 1985 году был награждён ассоциацией «Ελλήνων Λογοτεχνών» за миссионерскую деятельность.
В 1986 году присоединился к юрисдикции греческого старостильного Синода противостоящих. Обучался в Центре традиционналистских богословских исследований в Калифорнии, в США.
30 сентября 1996 года митрополитом Киприаном (Куцумбасом) и другими иерархами Синода противостоящих был хоротонисан в сан епископа Фессалоникийского.
4 октября 1997 года был избран епископом Авлонским.
18 декабря 2002 года перешёл в юрисдикцию «каллиникитского» Синода Церкви ИПХ Греции, где ему был присвоен титул митрополита Авлонского и Виотийского. Интронизация состоялась 18 марта 2013 года.
В 2007 году вышел из состава «каллиникитского» Синода и перешёл на акефальное положение. В декабре 2007 года установил литургическое общение с неканоническим Миланским синодом под управлением митрополита Евлогия (Хесслера).
В середине 2010 года на базе автономной Авлонской и Виотийской митрополии учредил собственную церковную структуру — «Священный Митрополичий Синод Отеческого Календаря Церкви ИПХ Греции» («Ἡ Ἱερά Μητροπολιτική Σύνοδος Πατρώου Ἑορτολογίου τῆς Ἐκκλησίας ΓΟΧ Ἑλλάδος») в которой получил титул председателя Синода.
Скончался 7 апреля 2021 года в Афинах от COVID-19 на фоне тяжелой формы сахарного диабета.